# 棘杆瓜参
棘杆瓜参（学名：Ohshimella ehrenbergi）为硬瓜参科杆瓜参属的动物。分布于红海、东非、马达加斯加、马尔代夫群岛、斯里兰卡以及中国大陆的海南岛、西沙群岛等地，主要生活于珊瑚礁内以及水深3-5米的沙底。该物种的模式产地在红海。